# Lijst van spelers van Trelleborgs FF
Deze lijst omvat voetballers die bij de Zweedse voetbalclub Trelleborgs FF spelen of gespeeld hebben. De spelers zijn alfabetisch gerangschikt.

## A
- Peter Abelsson
- Mattias Adelstam
- Stephen Ademolu
- Christian Ahlström
- Jonathan Åkerman Berndtsson
- Charles Anderson
- Daniel Andersson
- Magnus Andersson
- Matthias Andersson
- Patrick Andersson
- Greger Andrijevski
- Magnus Arvidsson
- Jonathan Asp
- Lenny Asp
- Jimmie Augustsson
- Zlatan Azinovic

## B
- Jetullah Bahtiri
- Mikael Bengtsson
- Rasmus Bengtsson
- Jonatan Berg
- Jonas Bjurström
- Lars Blixt
- Lee Boylan
- Jonas Brorsson

## C
- Hasan Cetinkaya
- Justice Christopher

## D
- Johan Dahlin
- Mikael Danielsson
- Nick Dasovic
- Erdin Demir
- Andreas Drugge

## E
- Leif Engqvist
- Björn Enqvist
- Jörgen Eriksson

## F
- Yousef Fahkro
- Marcus Falk-Olander
- Justin Fashanu
- Christian Fegler
- Eric Fischbein
- Max Fuxberg

## G
- Andréas Grahm
- Tommi Grönlund
- Johan Guiomar-Nilsson
- Erik Gunnarsson
- Vitali Gussev
- Kenneth Gustavsson

## H
- Dennis Hadzikadunic
- Michael Hansson
- Kristian Haynes
- Andreas Hermansson
- Colin Hill
- Sigurbjörn Hreiðarsson

## I
- Andreas Isaksson

## J
- Robin Jakobsson
- Ryszard Jankowski
- Fredrik Jensen
- Daniel Jovanovic
- Zoran Jovanovic

## K
- Christian Karlsson
- Joachim Karlsson
- Óttar Magnús Karlsson
- Axel Kjäll
- Ibrahim Koroma
- Mika Kottila
- Krister Kristensson
- Mattias Kronvall

## L
- Lasse Larsson
- Patrik Larsson
- Johan Laursen
- Reynir Leósson
- Mats Lilienberg
- Pål Lundin

## M
- Thomas Magnusson
- Linus Malmqvist
- Emil Mårtensson
- Niklas Mattsson
- Tobias Mattsson
- Dennis Melander
- Michael Mensah
- Philip Milenkovic
- Ivica Momčilović

## N
- Darko Nikolov
- Fredrik Nilsson
- Joakim Nilsson
- Max Nilsson
- Patrick Nilsson
- Viktor Noring
- Mattias Nylund

## O
- Jimmi Olsson
- Patrik Olsson
- Rasmus Östman
- Mike Owuso

## P
- Anders Palmér
- Paulo Tavares
- Krzysztof Pawlak
- Fredrik Persson
- Thommie Persson
- Marcus Pode

## R
- Rami Rantanen
- Mikael Rasmusson
- Tomas Ražanauskas
- Patrik Redo
- Richard Richardsson

## S
- Marcus Sahlman
- Fredrik Sandell
- Nichlas Schön
- Olcay Senoglu
- Ola Severin
- Fisnik Shala
- David Simbo
- Joakim Sjöhage
- Ivica Skiljo
- Jens Sloth
- Vujadin Stanojkovic
- Erik Sundin
- Patrik Svensson
- Viktor Svensson
- Igor Sypniewski

## T
- Thiago
- Mattias Thylander
- Andrei Tjunin
- Tuomo Turunen

## V
- Stefan Van Riel

## W
- Carl Wachtmeister
- Jörgen Wålemark
- Mats Wejsfelt
- Max Westerberg
- Björn Westerblad
- Andreas Wihlborg